# Inga-Shaba

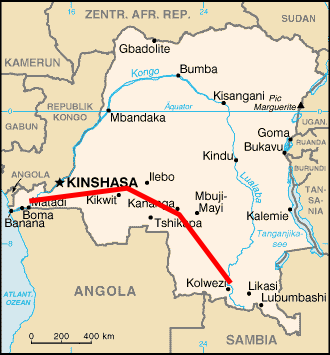
Recorrido de la línea de alta tensión Inga-Shaba

Inga-Shaba es una red de transporte de corriente continua de alta tensión (HVDC) desarrollada en la República Democrática del Congo (inicialmente república de Zaire). La instalación se puso en servicio en 1982, enlazando las Presas de Inga (Matadi) con las regiones mineras de Shaba (Kolwezi) a lo largo de 1.700 km. Tiene una capacidad para transportar 560 MW a una tensión de ± 500 kV.

## Historia
Inga-Shaba fue un proyecto con un presupuesto de 900 millones de dólares US. Fue resultado de duras negociaciones y estudios de viabilidad realizados durante tres años, entre grandes corporaciones y sus naciones de origen. Morrison-Knudsen Internacional, una empresa estadounidense de ingeniería y de construcción, fue seleccionada como contratista principal del proyecto.
Inga-Shaba fue uno de los proyectos de inversiones estadounidenses más prestigioso en los países del tercer mundo en los años 1970 y 1980. Sin embargo, la construcción se vio frecuentemente obstaculizada por insurgencias, problemas logísticos extraordinarios, sobrecostes y plazos de financiación. 
El proyecto se inauguró en 1982 en Kolwezi por Neal Spencer, vicepresidente de MKI, Munga Mibindo, presidente director general de la Sociedad nacional de Electricidad. 
El proyecto, cuya construcción se preveía que duraría 10 años, suponía la construcción de una línea alta tensión de 1.700 km de largo, desde las presas de Inga en el río Congo, cerca de Matadi, uno de los principales complejos hidroeléctricos africanos hasta las principales regiones mineras de Shaba, conocidas como Katanga. El proyecto incluyó estaciones intermedias en Selo (cerca de Kinshasa), Kikwit, Kananga y Kamina, antes de la entrega de la electricidad en la terminal de Kolwezi.
«Inga-Shaba» fue el apodo que se dio a la instalación, que comenzó con sólo el 10% de su capacidad, y fue inaugurada en 1982. 
En 2007, la SNEL recibió un préstamo de 178 millones de dólares US del Banco mundial para restablecer la línea de suministro de electricidad a la industria minera de Katanga.

## Técnica
La instalación Inga-Shaba está equipada de una tecnología thyristor proporcionada por la subcontrata sueca ASEA, preparada para transportar 560 MW en una primera fase, con una tensión bipolar simétrica de ± 500 kV. Con 1700 kilómetros, es la línea de alta tensión más larga del mundo, a excepción de las líneas de Siberia. Debido a que la línea tenía que atravesar terrenos inaccesibles y deshabitados, se despejaron grandes extensiones de tierra en las proximidades de la línea para garantizar su seguridad.